# Glacier Nimitz
Pour les articles homonymes, voir Nimitz.
Le glacier Nimitz est un glacier d'environ 64 km de long sur 8 km de large, situé à environ 16 km à l'ouest du massif Vinson, le plus haut point de l'Antarctique. Il s'écoule entre le massif Bastien et le massif Sentinel dans les monts Ellsworth.
Découvert en décembre 1959, il a été nommé par l'Advisory Committee on Antarctic Names d'après Chester Nimitz, amiral américain surtout connu pour son action pendant la Guerre du Pacifique (1941-1945). L'Advisory Committee on Antarctic Names nomma le glacier Nimitz en commémoration de l'opération Highjump (1947-1948), qui se déroula en Antarctique et qui eut Chester Nimitz comme chef des Opérations navales.